# Hitoshi Imamura
Hitoshi Imamura (jap. 今村 均 Imamura Hitoshi; ur. 28 czerwca 1886 w Sendai, zm. 4 października 1968) – generał Cesarskiej Armii Japońskiej w czasie II wojny światowej.

## Początki kariery wojskowej
Urodził się w Sendai, stolicy prefektury Miyagi. Jego ojciec był sędzią. W 1907 ukończył Japońską Cesarską Akademię Wojskową, a w 1915 Wojskowe Kolegium Wojenne. W 1917 został awansowany do stopnia kapitana, a w roku następnym wysłany do Wielkiej Brytanii jako attaché wojskowy. W kwietniu 1927 został mianowany attaché wojskowym w Indiach Brytyjskich. Nominowany pułkownikiem w 1930, pracował na różnych stanowiskach w Sztabie Generalnym Armii Cesarskiej do 1932.

## Wojna w Chinach
Po tzw. incydencie szanghajskim z 1932 otrzymał dowództwo 57. Pułku Piechoty. Po powrocie do Japonii został komendantem Szkoły Wojskowej w Narashino i obowiązki te pełnił do 1935.
W marcu 1935 otrzymał dowództwo 40. Brygady Piechoty i nominację na generała majora. W 1936 został zastępcą szefa sztabu Armii Kwantuńskiej w Mandżukuo. Odwołany do Japonii, pełnił w latach 1937–1938 obowiązki komendanta Szkoły Oficerów Piechoty w Toyamie.
Mianowany w marcu 1938 generałem porucznikiem, został dowódcą 5. Dywizji w Chinach i dowodził nią do 1940, w początkowym stadium II wojny chińsko-japońskiej.
W latach 1940–1941 pełnił obowiązki zastępcy generalnego inspektora szkolenia wojskowego, które to stanowisko należało do najbardziej prestiżowych funkcji w armii japońskiej. Następnie objął dowództwo nad 23. Armią.

## II wojna światowa
W listopadzie 1941 został dowódcą 16. Armii i otrzymał zadanie przeprowadzenia ataku na Holenderskie Indie Wschodnie. Kiedy flota inwazyjna zbliżała się do brzegów Jawy, statek transportowy SS „Ryujo Maru”, na którym się znajdował, został trafiony torpedą, wystrzeloną z japońskiego krążownika „Mogami”, która chybiła amerykański krążownik USS „Houston”. W rezultacie musiał dotrzeć do brzegu wpław.
Następnie objął dowództwo nad nowo utworzoną 8. Grupą Armijną odpowiedzialną za działania 17. Armii na Wyspach Salomona i 18. Armii w czasie jej walk na Nowej Gwinei, co nastąpiło z końcem 1942. Jego kwatera główna znajdowała się w Rabaulu na Nowej Brytanii. Imamura dość łagodnie traktował lokalną społeczność, co częstokroć wywoływało sprzeciwy w jego własnym sztabie oraz Cesarskim Sztabie Generalnym. Jednakże jego polityka przyczyniała się do łagodzenia napięć i czyniła okupację zajętych terytoriów łatwiejszą.
W 1943 został awansowany na stopień generała.
We wrześniu 1945 – wraz z morskim dowódcą bazy w Rabaulu, wiceadmirałem Jin’ichim Kusaką – poddał wojska japońskie na Nowej Gwinei i na południowym Pacyfiku Australijczykom. Po zakończeniu działań wojennych został aresztowany w Rabaulu z oskarżenia o zbrodnie wojenne. W wyniku procesu, który trwał od 1 do 16 maja 1947, został uznany winnym niedopełnienia obowiązku kontroli nad swoimi podwładnymi dopuszczającymi się zbrodni wojennych i skazany na dziesięć lat więzienia. Na wolność wyszedł w 1954.